# Шарап (Прокопьевский район)
Шарап — село в Прокопьевском районе Кемеровской области России. Входит в состав Яснополянского сельского поселения.
По данным Всероссийской переписи населения 2010 года, в селе Шарап проживает 795 человек (368 мужчин, 427 женщин).

## География
Центральная часть населённого пункта расположена на высоте 316 метров над уровнем моря.

## Население
| 2010 |
| ---- |
| 795  |

## Известные жители
Александра Егоровна Баранова (в девичестве Кошкина; 1929, с. Шарап, Прокопьевский район, Сибирский край, СССР — ?) — звеньевая колхоза «Красный партизан» Прокопьевского района Кемеровской области, Герой Социалистического Труда (1949).

## Инфраструктура
Экономика
- ООО Автопром
- Школа, СРЦ для несовершеннолетних